# IC 1655
IC 1655 ist ein offener Sternhaufen im Sternbild Tukan. Das Objekt wurde am 6. September 1826 von James Dunlop entdeckt.